# تجويف (تصنيع)

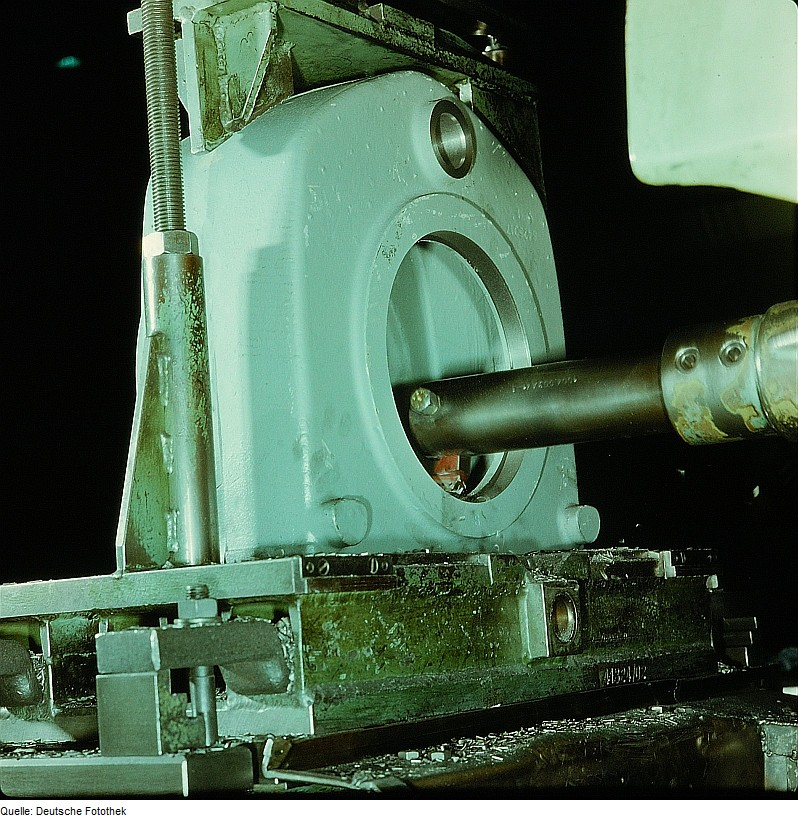
عملية تجويف علبة مَرَافِق

التجويف أو التقوير أو التوسيع هو عملية التشغيل الميكانيكي للسطح الداخلي للأسطوانة أو أي قطعة مجوَّفة أخرى بعناية. وهي أيضًا نتيجة هذه العملية.
التجويف هو أيضًا، في محرك ذو كباسات، القطر الداخلي للأسطوانة، معبرًا عنه بالمليمتر أو بالبوصة.